# Quintus Volusius Saturninus (consul en 56)
Quintus Volusius Saturninus (fl. 56-68 ou 69) est un homme politique de l'Empire romain.

## Biographie
Fils de Lucius Volusius Saturninus, il est consul en 56 et censeur en Gaule de 61 à 63.
Il se marie avec Volusia Torquata, fille d'un Nonius Asprenas Calpurnius Torquatus et petite-fille de Lucius Nonius Asprenas et de sa femme Calpurnia, et est le père de Volusia Torquata, mariée avec Titus Sextius Magius Lateranus (consul en 94), de Volusia Cornelia, mariée avec Marcus Licinius Scribonianus Camerinus, de Aulus Volusius Saturninus et de Quintus Volusius Saturninus.